# Sulphur Passage Park
Sulphur Passage Park är en park i Kanada.   Den ligger i Regional District of Alberni-Clayoquot och provinsen British Columbia, i den sydvästra delen av landet, 3 700 km väster om huvudstaden Ottawa. Sulphur Passage Park ligger 208 meter över havet. Den ligger på ön Obstruction Island.
Terrängen runt Sulphur Passage Park är huvudsakligen kuperad, men åt nordost är den bergig. Trakten är glest befolkad. Det finns inga samhällen i närheten. 
I omgivningarna runt Sulphur Passage Park växer i huvudsak barrskog.